# Dipterocarpus retusus
Dipterocarpus retusus är en tvåhjärtbladig växtart som beskrevs av Carl Ludwig von Blume. Dipterocarpus retusus ingår i släktet Dipterocarpus och familjen Dipterocarpaceae. Utöver nominatformen finns också underarten D. r. macrocarpus.

## Bildgalleri

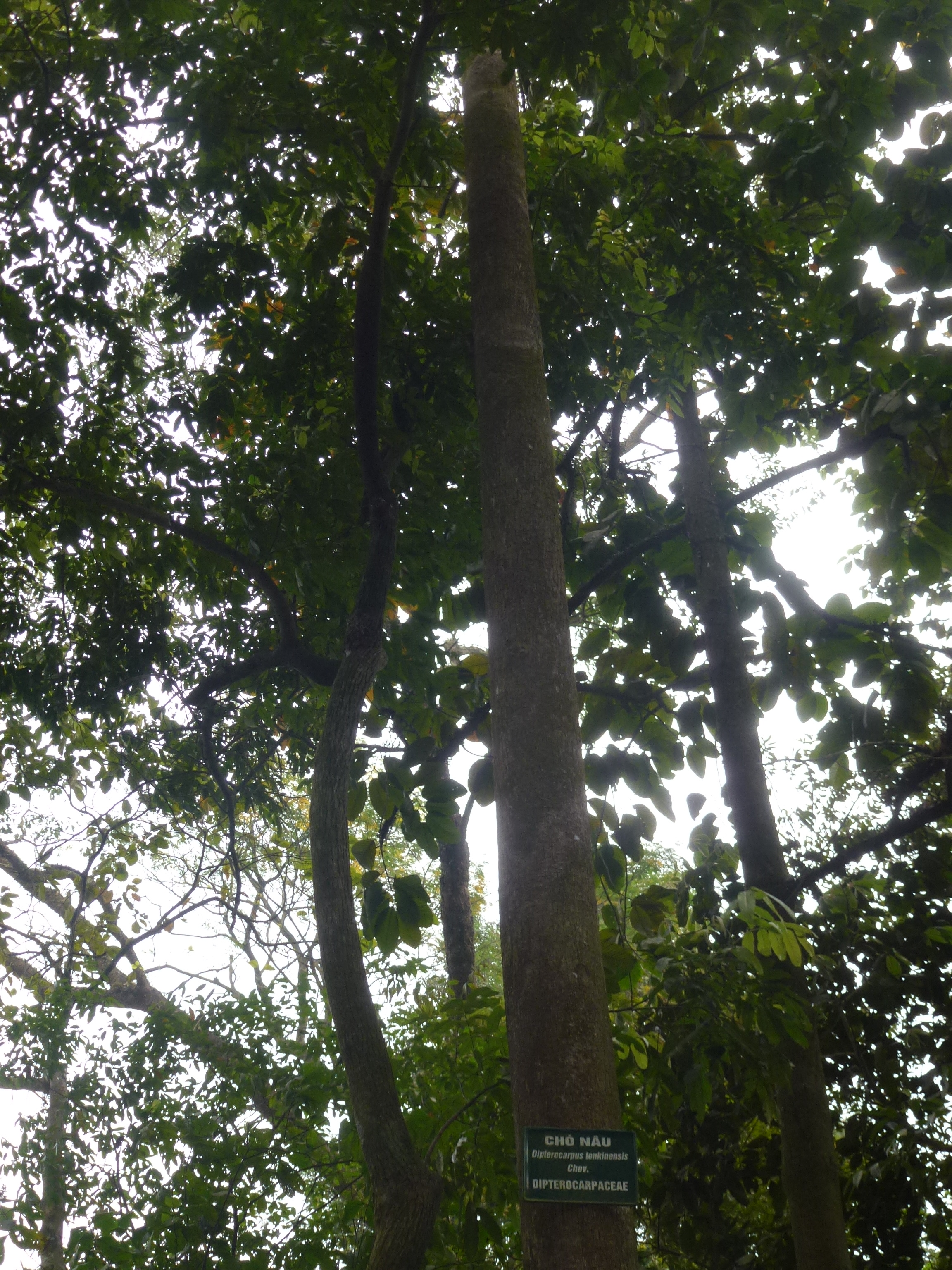